# Gran Parma Rugby
El Gran Parma Rugby es un club italiano de rugby de la ciudad de Parma, fundado en 1999 por la alianza entre el Amatori Parma Rugby y el Rugby Noceto. 
El éxito del nuevo club fue casi inmediato, logrando el ascenso para competir por primera vez en la división de honor de la temporada 2000/01. Desde entonces el Gran ha mantenido la categoría cada temporada. El Amatori Parma Rugby, uno de los 2 clubs de origen, había sido fundado en 1971, y es el club que en solitario carga con el peso del proyecto desde el final de la temporada 2004/05. La 2005/06 fue la mejor campaña del equipo al terminar la temporada 4º en la tabla, clasificado para semifinales, en las que cayó ante Benetton Treviso. En la temporada 2008/09 el equipo acabó último en la liga, pero se salvó del descenso al renunciar Rugby Calvisano a su plaza en la liga por motivos económicos.
En el verano de 2010 Gran Parma Rugby se ha integrado con Rugby Viadana y Rugby Colorno en el proyecto profesional del Aironi Rugby que participará desde la temporada 2010/11 en la Magners League, y en el proyecto semiprofesional del GranDucato que competirá en Super 10 este año como heredero directo del Gran Parma, siempre en manos del Amatori Parma.